# Анемподистов, Михаил Владимирович
Михаил Владимирович Анемподистов (16 марта 1964, Минск, Белорусская ССР, СССР — 23 января 2018, Минск, Белоруссия) — белорусский художник, дизайнер, поэт, культуролог, искусствовед.

## Семья
Михаил Владимирович Анемподистов родился 16 марта 1964 года в Минске в русской семье:97. Сначала семья жила на бульваре Шевченко, а после переехала в район Комаровки (г. Минск). Анемподистов считал Минск своим городом: «Я минчанин. Жили мы на бульваре Шевченко, а после переехали на Комаровку. Так что для меня Минск, безусловно, родной город, который я люблю и знаю».:97
Мать Михаила родилась в Воронежской области, станция Графская, где её деда и бабушку раскулачили в 1932 г.; прадеда сослали в Мордовские лагеря вместе со старшим сыном на 8 лет с конфискацией, а прабабушку и младшую её дочь оставили без жилья и средств к существованию. Бабушка Михаила вышла замуж за железнодорожника, с которым в 1946 г. переехала на постоянное жительство в присоединенный к Советскому Союзу Львов. Мать Михаила работала на географическом факультете БГУ в Минске.:98
Отец Михаила родился в городе Рогачёв, куда семья отца попала во время Первой мировой войны, переехав в Рогачёв из Барановичей. 6 сентября 1937 г. в Рогачёве дед Михаила, Михаил Анемподистович Анемподистов, был арестован сотрудниками ГПУ и расстрелян 30 декабря 1937 г., когда отец Михаила (Владимир) был первоклассником. Отец Владимир после войны поступил в Московский горный институт. Часть родственников (двоюродная бабушка) переехала в Польшу.:96, 97
Фамилия «Анемподистов» образована от мужского имени «Анемподист», которое имеется в православных святцах (в переводе с древнегреческого — беспрепятственный). Данное имя было дано прадеду Михаила по святцам. По высказыванию самого Михаила, его «достаточно экзотическая» фамилия «тяжело ложится на ухо», и поэтому ему приходилось слышать такие версии её прочтения как «Антифашистов» или «Аплодисментов», к чему он относится с юмором и пониманием.:96
Его настоящее имя «Михаил», но ещё во времена обучения в художественном училище с подачи друзей за ним закрепился неофициальный «польский» вариант имени «Михал» (с ударением на первый слог), ведь Михаил Анемподистов часто выезжал за границу к родственникам (двоюродной бабушке) в Польшу, что в советское время было большим престижем и «дефицитом». С того времени он начал публично пользоваться вариантом «Михал» (с ударением на второй слог), а не «Михаил», хотя не имеет этнически польских корней.:96, 97
Женой Михаила Анемподистова была Елена Георгиевна Дашкевич.

## Воспитание и образование
В детстве Михаил мечтал стать зоологом или биологом, путешественником и искателем сокровищ. Рано начал рисовать — свои первые рисунки Михаил размещал в энциклопедиях о животных, которые делал сам: рисовал моллюсков, других животных и лично подписывал.
Рос в русскоязычной среде, но ещё в школьные времена увлекся белорусским языком и белорусской культурой, которым начал уделять большое внимание. Почвой для этого была благоприятная атмосфера в кругу его знакомых: одним из лучших друзей Михаила был тогда Андрей Заневский, чей отец работал на факультете архитектуры в Белорусском политехническом институте и приглашал к себе домой белорусских художников, которые говорили на родном языке. Способствовали также и путешествия по белорусской провинции, где Михаил непосредственно познакомился с богатой и интересной белорусской народной культурой.:98-99
Учился в детской народной студии изобразительного искусства при Дворце культуры текстильщиков (1965—1985) в Минске, которой руководил белорусский живописец Василий Сумарев.
В 1979—1983 гг. учился и окончил Минское художественное училище (ныне — Минский государственный художественный колледж имени А. К. Глебова).:94, 97 На первом курсе Михаил Анемподистов ещё не очень хорошо знал белорусский язык и сдал экзамен по нему на 3 балла из 5 возможных, но на третьем курсе уже с увлечением читал Владимира Короткевича, а на четвёртом курсе специально попросил учительницу пересдать экзамен по белорусскому языку и пересдал его на «пятерку». Дипломная работа в училище была по плакату.
Непродолжительное время входил в состав минской неформальной молодёжной организации, которая имела название «пацифисты» (неохиппи), и начал с того времени носить длинные волосы. Все неформальные молодёжные сообщества вплоть до распада СССР находились под пристальным вниманием КГБ или милиции, поэтому за длинные волосы был однажды схвачен милицией и имел неприятности. По собственному признанию, Михал вовремя перестал интересоваться «пацифистами», ведь там присутствовали наркотики, и многие юноши, кто вовремя не вышел из группы, к сожалению, погибли.:95
Участвовал в молодёжном общественном объединении «Белорусская Мастерская» (1979—1984), вступив в общину в 1982 г.:66,94 Привел Михаила в общину Тодар Кашкуревич.:94 Позже Михаил сам привел в «Белорусскую Мастерскую» своих друзей — Сергея Хоревского и Андрея Лаптенка (последние два являются друг другу двоюродными братьями):207, Юлию Лыскову.:239 Михал Анемподистов очень ценил опыт и связи, полученные в «Белорусской Мастерской». В «Мастерской» он, по собственному свидетельству, нашёл для себя то, что интересовало — возможность свободно прикоснуться к белорусскому языку, истории и культуре и жить ими. Ему особенно нравилось слушать в общине доклады и иметь возможность разговаривать по-белорусски. Анемподистов отмечал, что в «Белорусскую Мастерскую» (1979—1984) молодёжь вёл интерес к национальной культуре, а не какой-то протест против официальной власти.:94, 96
В 1983—1985 гг. прошёл срочную службу в Вооруженных силах СССР.:100 Во время службы в армии переписывался со своими друзьями из «Белорусской Мастерской», особенно с Сергеем Хоревским и Валентином Вечёрко: Харевский с радостью сообщал Михаилу, что в Минске партийные власти утвердили план реставрации исторической застройки центра Минска — обновить и восстановить все католические и униатские монастыри минского Верхнего города, в Троицком предместье открыть музей, полностью реставрировать Татарское предместье. Ничего из плана реставрации исторического центра Минска не было сделано.
О своих вкусах Михаил высказался: «У меня нет любимого цвета, любимой песни, любимого блюда, потому что мне больше нравится разнообразие и сочетание».

## Творческая деятельность

### Живопись и дизайн
В первую очередь Михаил считал себя художником, но стал также известен как поэт, фотограф, культуролог и публицист.
Работал в жанрах прикладной графики, иллюстрации, плаката, фотографии: начинал с плаката, после заинтересовался графикой, а позже и фотографией. Участвовал в коллективных и персональных выставках в Беларуси и за рубежом.
С марта 1987 года. был членом арт-лаборатории «Галина» (неформальной художественной группы) в Минске, которая своей платформой объявила «неокритический реализм как метод, направленный на бичевание застойных явлений в нашей общественной жизни».
С 1989 по 1994 года. работал художественным редактором в белорусском журнале «Березка», где реализовывал себя совместно с такими талантами как Адам Глобус, Владимир Сивчиков, Игорь Бобков, Максим Климкович, Александр Бадак и др.
С 1997 г. был членом Белорусского союза дизайнеров, а с 2011 года членом его правления.
Был дизайнером известных логотипов — в том числе, логотипа белорусской общественно-культурной кампании «Будем белорусами!», белорусского рок-фестиваля «Басовище-2007» и «Басовище-2008» и др.
Стал автором иллюстраций для книги Сергея Витушки «Динь-дилинь: пора играть в сказки» (2011) и др. Автор альбомных обложек для CD-дисков группы «N. R. M.», группы «Партизанская школа», певца Дмитрия Войтюшкевича и др. Сделал белорусскоязычный дизайн этикетки для марки водки и обложки для дисков.
В 2011 г. дебютировал как фотограф, презентовав фотовыставку «Under Ground»: в фотографиях сосредоточился на белорусских овощах, чтобы таким способом открыть более глубокое измерение белорусской культуры. Выбор своей тематики объяснил тем, что белорусы, как овощи, скрывают интересные вещи в себе, не показывают их вовне — нация углубленных в себя людей: выглядят обычно, а внутри фантастические — под испачканной (от почвы) кожурой картофеля спрятано «золотое солнце».
Плакат Михаила Анемподистова «Каралеўства Беларусь» представил Беларусь на международной выставке плаката в Орхусе в рамках проекта «What is Europe?» в 2017 г.

#### Групповые выставки
- 1987:
  - выставка объединения «Галина» на Республиканской выставке плаката (г. Минск, Беларусь).
  - 15-31 июля — выставка объединения «Галина» в Дворце культуры железнодорожников (г. Минск, Беларусь)[12]. Участники от объединения «Галина»: Александр Таранович, Андрей Белов, Дмитрий Ермилов, Михал Анемподистов, Владимир Окулов.
  - 5-20 октября — выставка объединения «Галина» в Республиканском Доме работников искусства Белорусского театрального объединения (г. Минск; проспект Ленина, 26)[13]. Участники от объединения «Галина»: Владимир Акулов, Михаил Анемподистов, Андрей Белов, Александр Пашкевич, Александр Таранович, Дмитрий Ермилов.
- 1988: выставка «Мы» (г. Минск, Беларусь).
- 1990: выставка «Грюнвальд» (г. Минск, Беларусь).
- 1992: выставка «Рождественская Выставка» (г. Минск, Беларусь).
- 2008—2011: выставка «Белорусский плакат» (г. Варшава; г. Берлин; г. Дрезден; г. Брюссель; г. Тулуза; г. Бон).
- 2010: выставка «Реконструкция Перестройки» (г. Вильнюс, Литва).
- 2011: выставка «Перестройка. Афиша на свободе» (г.. Морж, Швейцария).
- 2011: выставка «Неделя Дизайна» (г. Вильнюс, Литва).
- 2011: выставка «Диалог Дизайн» (г. Минск, Беларусь; г. Торунь, Польша).
- 2011: выставка «Белорусский плакат 1961—2011» (г. Минск, Беларусь).

#### Персональные выставки
- 1993: выставка в «Pilango Gallery» (г. Берлин, Германия)
- 1994: выставка в «Teatr NN». (г. Люблин, Польша)
- 1994: выставка в «Pilango Gallery» (г. Берлин, Германия).
- 1994: выставка в «Ratz Fatz Gallery» (г. Берлин, Германия).
- 1995: выставка в «Horshol» (г. Копенгаген, Дания).
- 2010: выставка в галерее «Dzyga» (г. Львов, Украина).
- 2011: 14 октября-10 ноября — выставка в Галерее Белорусского союза дизайнеров (г. Минск, Беларусь)[14].
- 2012: январь-февраль — фотовыставка «Under Ground» в Café Galerie (г. Леверкузен, Германия)[15].
- 2013: фотовыставка «Under Ground» (г. Торунь, Польша)[11].

### Литературное творчество
Начиная с 1990-х гг. Михал Анемподистов был одним из активных создателей белорусской рок-поэзии. Писал на белорусском языке.
Автор идеи и текстов (кроме двух народных) культового белорусскоязычного музыкального проекта — рок-мюзикла «Народный альбом», который вышел в 1997 г. и был выбран «альбомом года» (в музыкальной премии «Рок-коронация»). Именно создание «Народного альбома» Михаил считал своим главным достижением в жизни, так как этот проект повлиял на целое поколение белорусской молодежи: "«Народный альбом» — это любовь. Не просто же так на обложке сердце. Это любовь к своему и тех чудес, которое несет в себе жизнь. Это альтернатива ненависти и жизненной позиции, построенной на отрицании. Мы хотели вывести людей из депрессии и предложить эмоциональную альтернативу."Народный альбом" оптимистичный и витальный. Любовь к чему-то более созидательная мотивация, чем ненависть. Особенно, если нам нужна мотивация на длительный период".
Песни на стихи Михаила Анемподистова исполняются белорусскими музыкальными группами «Новое Небо», «N. R. M.», «Нейро Дюбель», «IQ48», певицей Касей Камоцкой.
Автор переводов текстов польских музыкальных групп «Brygada Kryzys», «Republika», «Chłopcy z Placu Broni», «Perfekt», а также Марка Грэхуты.
Член Белорусского ПЕН-центра с 2009 года.
Выступал с чтениям своих стихов:
- 1994: собственная программа «Встреча культур» в «Teatr NN» (г. Люблин, Польша)
- 1997: собственная программа «Королевство Беларусь» (г. Подкова-Лесьна, Польша)
- 1999: собственная программа «В конце века на конце света» (г. Белосток, Польша)
- 1999: на фестивале «Festival des Arts de la Rue» и концерте «Narodny Albom» (г. Ля-Рош-сюр-Йон, Франция)
- 2008: собственная программа «Inny Wymiar» и концерт «Narodny Albom» (г. Белосток, Польша)
- 2011: на форуме издателей (г. Львов, Украина)

В 2013 г. выпустил сборник своих стихотворений «Глубоко, глубоко, на дне чашечки кофе».

### Культурная и просветительская деятельность
В 2004—2011 гг. был членом жюри фестиваля «Бардовская Осень» (г. Бельск, Польша). В 2007 г. был членом жюри рок-фестиваля «Basowiszcza» (г. Гродак, Польша).
В 2009 г. поэты Михал Анемподистов и Леонид Дранько-Майсюк вручали награды белорусской музыкальной премии «Рок-коронация» (кроме Главной Рок-короны, которую вручил бизнесмен и шоумен Александр Мухин).
Был участником (лектором и преподавателем) белорусской общественной образовательной программы «Летучий университет», которой руководит Владимир Мацкевич: в 2011 г. Михал Анемподистов читал в рамках программы в Минске лекцию «Беларусь: образ и стиль», в 2012 г. в Минске и Могилеве — лекцию «Цвет Беларуси», в 2012 г. в Могилеве — лекцию «Белорусский стиль», а в 2014 г. — лекцию «Пределы пограничья». В рамках той же программы вел в 2012—2013 гг. дизайнерскую мастерскую «Дэзань!», в 2014 г. — мастерскую «D2», а в 2015 г. вел мастерскую «DIII: Дизайн как средство коммуникации».
Был участником общественной кампании «Будем белорусами!». С 30 января 2013 года вел авторскую колонку «Простые вещи» на сайте общественной компании «Будем белорусами!», где размышлял о ежедневные и одновременно элитарные проявления белорусской культуры и культуры вообще.
С 2006 г. целенаправленно делал фотографии города Минска, так хотел зафиксировать в фотографиях современный Минск, архитектура и дизайн которого, по мнению Михаила, с большой скоростью меняются в худшую сторону. Хотел сделать выставку своих фотографий Минска и написать книгу про Минск, которая, как планировалась, была бы продолжением книги Артура Клинова «Минск. Город солнца» (2006) с авторской оценкой и отражением города с разных сторон, чтобы осмыслить историю, окружение и жизнь города и помочь созданию общегородского «мифа».
Давно интересовался цветом в истории и культуре Беларуси и написал книгу «Цвет Беларуси» — о том, как использовался тот или иной цвет в традиционной культуре Беларуси. Михал Анемподистов считал, что именно серый цвет занимал значительное место в традиционной крестьянской и дворянской культуры Беларуси и имеет дизайнерские достоинства из-за своих оттенков и возможностей использования: «С точки зрения профессионалов — архитекторов, дизайнеров — он один из лучших. Он нейтрален, он не раздражает, он идеально подходит от древесины, до металла, до керамики, фарфора». Михаил отмечает, серый цвет (традиционный цвет интеллекта) имеет позитивную коннотацию и присутствует повсюду в Беларуси: серый цвет — это белорусское небо и озера, белорусский лен и льняная одежда, серые белорусские поля ранней весной и поздней осенью, серые белорусские древние деревянные дома и шляхетские дворы, герои народных сказок для детишек (серый кот, серый волк, серая мышка, серый зайчик, серая галка и др.), изморозь, серые глаза и т.д.

### Высказывании о жизни и искусстве
- (об особенностях белорусской народной культуры): «Наша традиционная культура перестала быть традиционной после Первой мировой войны, как, впрочем, и традиционная культура по всей Европе. Белорусская народная традиция была очень сдержанной в отношениях с цветами. Предпочтение отдавалось натуральным материалам и их естественным цветом[16] <…> Наша традиция — это отсутствие ярких красок в повседневной жизни. Это — натуральность материалов. Интегрированность жилья в природную среду»[23] (2012/2014 г.)
- (о временной преемственности старой традиции): «Смысл сохранения традиции не в том, чтобы пользоваться вещами так же, как ими пользовались в традиционном обществе. А просто чтобы знать их ценность, их внутренние эстетические законы. Чтобы эти внутренние законы можно было, осознав, использовать. Чтобы уметь стилизовать другие продукты — визуальные, архитектурные, рекламные — стилизовать по национальных ценностей. Традиционные вещи, которые прошли испытание временем, — они „отшлифованы“, там нет ничего лишнего»[23] (2012 г.)
- (о совершенстве белорусского народного дизайна): «Например, возьмем традиционную белорусскую керамику — это абсолютно гениальные формы! Я сравнивал в варшавском этнографическом музее, где выставлена керамика со всей Польши — в том числе с белорусских земель, Белостока и Подлясья. Действительно, белорусская керамика отличается и выделяется — прежде всего, красотой своих форм <…> Керамика поразило гармоничными, пропорциональными формами. Поразил ее черный цвет, который подчеркивал эту чистоту формы. А черный цвет красивый»[23] (2012 г.)
- (о красном цвете в белорусском дизайне): «Я не уверен, что красный цвет — это цвет агрессии. Каждый время цветом придает свои смыслы, свое прочтение. Красный цвет во многих культурах всегда был позитивный и божественный. Белорусская традиционная культура в этом смысле не исключение. И выражалось это как раз в народном орнаменте — на рушниках, рубашках <…> Для меня гармония— это, например, сочетание цветов Мирского замка: [красный] кирпич и белая штукатурка»[23] (2012 г.)
- (о собственном выбора в качестве символа Беларуси): «Бело-красно-белый флаг, один из красивейших флагов в мире и Погоня. Зачем придумывать что-то новое, если оно уже нашими предшественниками придумано?[16] <…> Наш флаг кажется мне одним из самых красивых в мире. Я понимаю, что не могу быть незаангажаваным, но это сочетание цветов объективно подходит для акцентировки объекта с точки зрения колористики, оптики, психологии и физиологии зрения. Возникает такой оптический эффект, будто флаг сам излучает свет. Он торжественный, позитивный, витальности. Красный и белый — цвета Христа, поэтому это боль и страдание, победа над смертью и Любовь. Однако не только и не столько эстетическими категориями измеряется стоимость флага, прежде всего она измеряется нашими победами и достойными поступками. Измеряется нашими пейзажами, преданиями и мифами, нашим прошлым и то будущим, которую мы создаем сейчас»[24] (2014 г.)
- (о ценности времени в жизни): «Время идет очень быстро, и каждый момент неповторим. И каждый момент нужно не только прожить, а прожить и осмыслить его ценность»[6] (2006 г.)

## Оценки и награды
- 1996 — победа в номинации «За личный вклад в белорусскую рок-музыку» — белорусская музыкальная премия «Рок-коронация».
- 1997 — победа в номинации «Лучшие тексты года» — белорусская музыкальная премия «Рок-коронация».
- 1997 — победа в номинации «Лучший альбом года» («Narodny Album») — белорусская музыкальная премия «Рок-коронация».
- 1997 — специальная награда Белорусской ассоциации журналистов — белорусская музыкальная премия «Рок-коронация».
- 1999 — концерт «Narodny Album» отмечен среди важнейших культурных событий 1998 года — согласно рейтингу журналистов региональных отделов газеты «Gazeta Wyborcza» (Польша).
- 2006 — Михал Анемподистов был избран «Человеком года» по версии музыкального интернет-портала «Tuzin.fm»[25].

## Колумнистикав Сети
- Культурологическая колонка «Простые вещи» // Будзьма беларусамі![тарашк.]

## Смерть и похороны
Умер 24 января 2018 года в Минске от инсульта. Прощание с Михаилом произошло 25 января в Минске в культурном пространстве «ОК-16» (улица Октябрьская, 16). Тело было кремировано на минском Северном кладбище, а после остатки были захоронены на Чижовском кладбище Минска (Беларусь).

## Публикации

### Стихи
- Анемпадыстаў, М.  Атэкстацыі : Вершы для песень / Михаил Анемподистов. — Минск : Ковчег, 1998. — 52 с.
- Анемпадыстаў, М.  Глыбока, глыбока, на дне філіжанкі кавы / Михаил Анемподистов. — Минск: Логвінаў, 2013. — 112 с. ISBN 978-985-562-034-2.
- «Za niebokresem Europy». Antologia nowej poezii bialoruskiej 1987—1997. Архивная копия от 30 октября 2020 на Wayback Machine — Białystok : Niwa, 1998. ISBN 83-904359-5-0. (Антология белорусской поэзии на польском.)

### Драматургия
- Narodny albom [Звукозапись] : Совместный музыкальный проект / Идея, концепция и вклад в альбом — М. Анемподистов; Исполнение: Л. Вольский, пение; К. Камоцкая, пение, и др. — Минск : Ковчег, 1997. — 1 компакт-диск ([62.20 мин.]).
- Анемпадыстаў, М.  «Narodny Album»: пьеса / Н. Анемподистов, Л. Вольский; иллюстрации М. Анемподистова. — Минск : Medisont, 2008. — 91 с.
- Анемпадыстаў, М.  «Narodny Albom»: п'еса /scenariusz. М. Анемподистов, Л. Вольский. Архивная копия от 30 октября 2020 на Wayback Machine. — Białystok : Kartki, 2000. — 136 s. ISBN 83-904359-5-0 (Издание на белорусском языке с параллельным польским переводом.)

### Эссеистика и фотография
- Колер Беларусі. Минск: Логвінаў, 2017. — 196 стр., илл. ISBN 978-609-8147-89-6. (1-е изд.) Вильнюс: Логвінаў, 2018. — 196 стр., илл. ISBN 978-609-8213-37-9 (2-е изд.) Тираж 1700 экз.

### Изобразительные работы
- Вітушка, С.  Дзінь-дзілінь: пара гуляць у казкі[бел.] / Сяржук Вітушка; иллюстрации М. Анемподистова. — Минск: Зміцер Колас, 2011. — 113 с. ISBN 978-985-6783-90-9
- Schanz, Elsebeth Aasted. What is Europe? Posters from a continent. — Dansk Plakatmuseum i Den Gamle By, 2017. — 144 p. — ISBN 978-87-89328-89-8

### О нём
- Дубовец, С. Майстроўня. Гісторыя аднаго цуду / Сяргей Дубавец; фото А. Концевого. — [Б. м.] : Радио Свободная Европа / Радио Свобода, 2012. — 457 с.
- Д.П., Дарашкевіч Ю. АНЕМПАДЫСТАЎ МІХАЛ (Анемподистов Михаил, Anempadystau Michal) // Энцыклапедыя беларускай папулярнай музыкі (бел.) / уклад. Дз. Падбярэзскі і інш. — Мінск: Зьміцер Колас[тарашк.], 2008. — С. 17–18. — 368 с. — 2000 экз. — ISBN 978-985-6783-42-8.
- Жбанков, М.[бел.].  NO STYLE. Белкульт между Вудстоком и «Дажынками» / М. Жбанков[бел.]. — Вильнюс : ЕГУ, 2013. — 268 с.
- Харэўскі, С. В.  Сто твораў XX стагоддзя: нарысы па гісторыі мастацтва і архітэктуры Беларусі найноўшага часу / аўт.-укл. С. В. Харэўскі. — Вильнюс: ЕГУ, 2011. — 432 с. — ISBN 978-9955-773-51-1.